# Georg Pluta
Georg Pluta (* 13. April 1888 in Zajenkowo, Kreis Samter; † 15. Februar 1965 in Berlin) war ein deutscher Politiker (FDP).

## Leben
Pluta besuchte die Volksschule, absolvierte eine Ausbildung zum Gärtner im Dresdener Baumschulgebiet und war als Obergärtner mit der Leitung gräflicher Parklandschaften im Raum Weißwasser tätig. Anschließend war er Gärtnereibesitzer in Berlin-Marienfelde und übte eine leitende Tätigkeit in den gärtnerischen Berufsverbänden Gartenbau und Floristik aus. Nach 1945 war er Treuhänder bzw. Gesellschafter der Deutschen Fleurop und Ehrenvorsitzender der Berliner Floristen.
Pluta war zweiter Vorsitzender der FDP im Bezirk Berlin-Tempelhof und dort auch Bezirksverordneter. Am 28. Februar 1955 wurde er als Nachrücker für Paul Friedrich Scheffler Mitglied des Abgeordnetenhauses von Berlin, dem er bis zum Ende der zweiten Wahlperiode 1959 angehörte.